# Health Care and Education Reconciliation Act

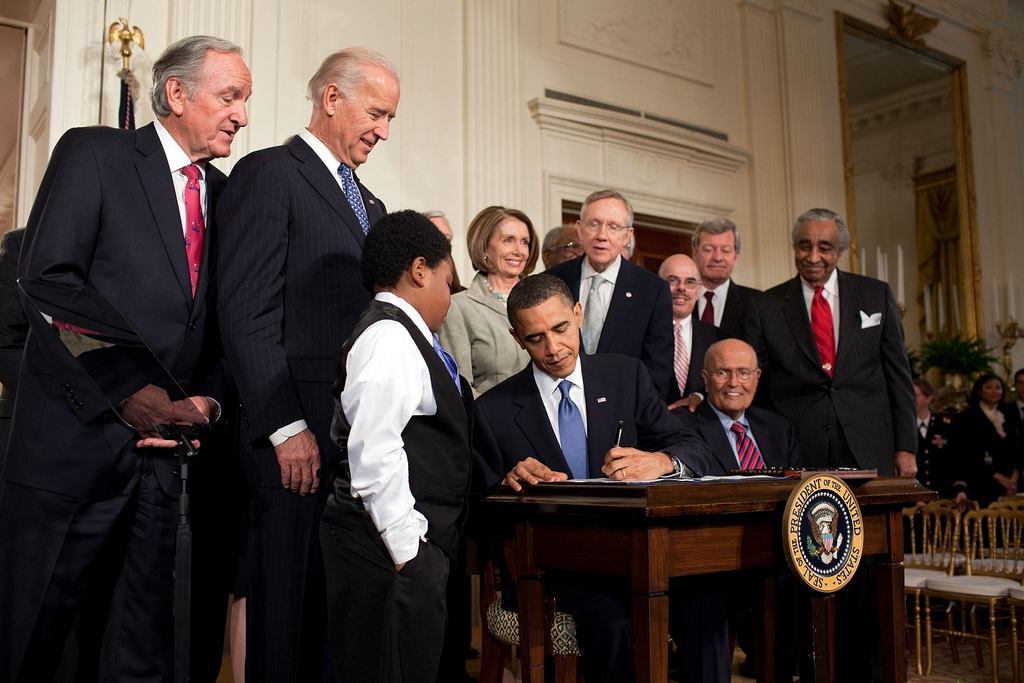
US-Präsident Obama unterschreibt den PPACA

Der Health Care and Education Reconciliation Act (HCERA) wurde zusammen mit dem Patient Protection and Affordable Care Act (PPACA), auch genannt Obamacare, am 21. März 2010 vom Repräsentantenhaus und am 25. März 2010 vom Senat beschlossen. Das Gesetz umfasst vom Kongress geforderte Änderungen des PPACA sowie den Student Aid and Fiscal Responsibility Act (SAFRA), welches den Higher Education Act (HEA) von 1965 ersetzt. HCERA gilt als Zugeständnis für die republikanische Mehrheit im Senat, um die Möglichkeit der Abgeordneten zu vermeiden, durch Filibuster den Gesetzgebungsprozess zu verzögern.
Grundsätzlich gelten die meisten Republikaner als Gegner des PPACA, weil sie den Schritt vom privaten Kauf einer Krankenversicherung hin zu einem Universal-Sozialversicherungsmodell als Einmischung des Staates in die private Arzt-Patienten-Beziehung sehen und damit die persönlichen Freiheitsrechte eines jeden US-Amerikaners eingeschränkt wären.
Das Gesetz wurde am 30. März 2010 offiziell vom Präsidenten Barack Obama im Northern Virginia Community College unterzeichnet und trat damit sieben Tage nach dem PPACA in Kraft, welcher durch die Unterschrift von Obama bereits am 23. März 2010 rechtmäßig wurde. Das Gesetz erhöht unter anderem die obligatorischen Beiträge für das Pell-Grant-Programm, ein staatliches Ausbildungsförderungsprogramm des Bildungsministeriums, welches finanziell bedürftig eingestuften Studienbewerbern ein Studium ermöglichen soll, und beinhaltet Änderung zur Obamacare-Gesundheitsreform.

## Geschichte
Nachdem der US-Senat den von Obama eingebrachten Gesetzesentwurf zum PPACA am 24. Dezember 2009 mit einer Mehrheit von 60 zu 39 Stimme angenommen hatte, galt es im nächsten Schritt für den Senat und das Repräsentantenhaus eine einheitliche Gesetzesvorlage abzustimmen. Da die Demokraten im Senat aufgrund einer Nachwahl allerdings ihre Zweidrittelmehrheit kurz nach dem Mehrheitsbeschluss für den Gesetzesentwurf von Obama verloren, bestand die Möglichkeit für die im Senat sitzenden Republikaner, durch Filibuster den Gesetzgebungsprozess zu verzögern. Die Taktik, durch „Ermüdungsreden“ im Senat den Gesetzgebungsprozess nachhaltig zu erschweren bzw. zu verlängern, hätte den Beschluss des PPACA weiter in die Länge gezogen und eine Einigung im Senat langfristig erschwert. Aufgrund der demokratischen Minderheit im Senat war es daher notwendig Zugeständnisse für die republikanische Mehrheit zu machen, die sich im HCERA widerspiegeln. Entscheidend war zudem die Anwendung eines Reconciliation-Verfahren mit begrenzter Redezeit für alle Beteiligten und gemeinsamer Arbeit vom Senat und dem Repräsentantenhaus.
Um eine Filibuster-Blockade durch die Republikaner im Senat zu umgehen, stimmte das Repräsentantenhaus am 21. März 2010 im ersten Schritt mit 219 gegen 212 Stimmen für den Patient Protection and Affordable Care Act des Senats. Im zweiten Schritt wurden am selben Tag Änderungswünsche des Repräsentantenhauses durch die Verabschiedung des Health Care and Education Reconciliation Act of 2010 wirksam gemacht. Basierend auf diesen Änderungen tagte der Senat am 25. März 2010 im Reconciliation-Verfahren über HCERA und beschloss mehrheitlich, dass Filibuster nicht länger möglich seien. Der Health Care and Education Reconciliation Act of 2010 wurde daraufhin im Senat mehrheitlich, mit 56 zu 43 Stimmen, bestätigt und mit der Unterschrift von Barack Obama am 30. März 2010 offiziell rechtmäßig.
Da in einem Haushaltsjahr nur ein Reconciliation-Verfahren basierendes Gesetz beschlossen werden kann, wurde der Student Aid and Fiscal Responsibility Act dem HCERA beigefügt um die Gefahr von Filibustern im Senat zu vermeiden. Gleichzeitig sollte die Kombination dieser beiden Gesetze ein gutes Licht auf Präsident Barack Obama in der Überarbeitung des amerikanischen Gesundheits- und Studiendarlehenssystems werfen. Die Einsparungen verursacht durch das Studiendarlehenssystem waren letztendlich die entscheidenden Faktoren für den Erfolg des gesamten Gesetzesentwurfes, da erst durch die aus dem Studiendarlehenssystem entstehende Defizit Reduzierung den Gesetzesentwurf für ein Reconciliation-Verfahren qualifizierten.

## Inhalt des Gesetzes

### Abänderung des Gesetzesentwurfes vom Senat
Die vom Repräsentantenhaus durch HCERA umgesetzten Änderungen am Gesetzesentwurf zum PPACA von Barack Obama, dem der Senat zunächst mit einer Zweidrittelmehrheit zugestimmt hatte, umfassten unter anderem zahlreiche Änderungen hinsichtlich der geplanten Gesundheitsversorgung und Krankenversicherung. Folgend sind die wichtigsten Änderungen zusammengefasst:
- Erhöhung der Steuerkredite zur Finanzierung einer Versicherung.
- Auflösung zahlreicher Angebote, die speziell für einige Senatoren dem Gesetzesentwurf beigefügt wurden.
- Strafreduzierung für Personen, die keine Versicherung kaufen, von 750 auf 695 Dollar.
- Verschiebung der Einführung von Steuern auf die „Cadillac health care plans“ bis zum Jahr 2018.
- Verpflichtende volle Kostenerstattung für Ärzte, die sich um Medicare-Patienten kümmern.
- Einführung einer Medicare-Steuer für noch unverdientes Einkommen von Familien, die gesamtheitlich pro Jahr mehr als 250.000 Dollar verdienen
- Großzügigere Subventionen für niedrige Einkommensgruppen. Demnach bezahlen Haushalte unter 150 % der Bundesarmutsgrenze 2 bis 4 Prozent ihres Einkommens als Prämie. Die angesprochenen Gesundheitspläne würden demnach etwa 94 Prozent der entstehenden Kosten für Gesundheitsleistungen decken. Haushalte mit einem Einkommen zwischen 150 und 400 Prozent der Bundesarmutsgrenze müssen laut Gesetz etwa 4 bis 9,8 Prozent ihres Einkommens als Prämie selbstständig bezahlen, wobei der Rest von der Regierung mit einem erstattungsfähigen Steuerkredit getilgt wird. Die genannten Gesundheitspläne decken dabei etwa 70 Prozent der entstehenden Kosten.
- Einführung einer Strafe für Unternehmen mit mehr als 50 Mitarbeitern, denen von Unternehmensseite keine Krankenversicherung geboten wird (gültig ab 2014). Die Geldstrafe gilt dabei für alle Vollzeitkräfte über 30 Angestellten und beläuft sich auf 2.000 Dollar.
- Erhöhung der Medicaid-Raten für Hausärzte, um eine preisliche Angleichung an die Höhe der Meidcaid-Raten von den Jahren 2013 und 2014 zu erreichen.
- Die Regierung wird folgende Kosten für die Ausweitung von Medicaid-Reformen übernehmen: 100 % der entstehenden Kosten bis zum Jahr 2016, 95 % im Jahr 2017, 94 % im Jahr 2018, 93 % im Jahr 2019 und in den Folgejahren konstant 90 %. Jene Staaten, die kinderlose Erwachsene bereits unter dem Medicaid-Schirm versichern, erhalten mehr Geld im Laufe des Jahres 2018, um diese Personen weiter zu finanzieren.
- Einführung von 50 % Rabatt auf Markenmedikamente für Medicare-Patienten ab 2011. Bis zum Jahr 2020 garantiert die Regierung zudem bis zu 75 % Rabatt auf Marken- und Generikamedikamente, um damit die Deckungslücke zu schließen.
- Ausweitung des Verbots der Lebenszeitbegrenzung und Widerrufung des Schutzes aller bestehender Gesundheitspläne innerhalb von sechs Monaten nach der Unterzeichnung des Gesetzes[10].

### Reform von Studentenkrediten
Die Reform von Studentenkrediten, welche ebenfalls als Teil des Reconciliation-Verfahrens im Health Care and Education Reconciliation Act umgesetzt wurde, umfasst in weiten Teilen Formulierungen und Inhalte aus dem 2009 verabschiedeten Studen Aid and Fiscal Responsibility Act. Inhalt dieses Gesetzesentwurfes, welcher am 18. September vom Repräsentantenhaus beschlossen wurde, ist die Verwendung von Einsparungen, die durch die Streichung des Ausbildungsförderungsprogramm des US Bildungsministeriums freigesetzt werden konnten, zur Finanzierung eines neuen Federal Direct Perkins Darlehensprogramms. Vor der Reform von Studentenkrediten durch die Obama-Regierung stammten die meisten Studentenkredite aus privater Hand und wurden durch Regierungsgelder an private Geldgeber subventioniert. Dieses System wurde im Zuge der Reformen durch Pell Grants und Einkommens-orientierte Schuldentilgungen ersetzt. Ziel dieser Reformen war es vor allem Studentenkredite rückzahlbar für alle Studenten zu machen, unabhängig von deren Einkommen, da viele Studenten direkt nach dem Studium Probleme haben genug Geld zu verdienen um die Schulden in der vereinbarten Zeit zu tilgen.

## Präsidentschaft Donald Trump
Weitere Informationen unter: Fortsetzung des politischen Konflikts

### Änderung der Gesundheitspläne
Bereits während der Wahlkampagne zur 58. Präsidentschaftswahl zwischen Hillary Clinton und Donald Trump waren die von Präsident Barack Obama verabschiedeten Gesetze zur Gesundheitsreform und Studentenkreditreformen Teil der Debatten zwischen den beiden Kandidaten. Mit der Wahl Donald Trumps zum 45. Präsident der Vereinigten Staaten kam ein Gegner der Obamacare-Reformen an die Macht, der bereits während seines Wahlkampfs seinen Wählern zugesagt hatte, sämtliche Gesundheitsreformen Obamas, inklusive des Health Care and Education Reconciliation Act zu widerrufen und zu ersetzen.
Bereits Anfang Januar 2017, wenige Wochen nach der Wahl Donald Trumps, beschloss die republikanische Mehrheit im Repräsentantenhaus eine Finanzresolution, welche unter anderem Mittel für die Formulierung einer neuen Gesundheitsgesetzgebung beinhaltete. Darüber hinaus wurden die Voraussetzungen für die Durchführung eines Reconciliation-Verfahrens geschaffen. Trotz der einheitlichen Meinung der Republikaner im Repräsentantenhaus, dass die von Obama ins Leben gerufenen Gesundheitsreformen widerrufen und ersetzt werden müssen, herrschen nach wie vor Meinungsunterschiede darüber, welche Teile des gesamten Obamacare-Paketes genau aufgelöst werden sollen und welche erhalten werden können.
Zahlreiche Versuche republikanischer Abgeordneter, Gesetzesentwürfe mehrheitlich vom Repräsentantenhaus absegnen zu lassen, sind bislang gescheitert oder werden aktuell noch diskutiert.

### Reform von Studentenkrediten unter Trump
Während und nach der Präsidentschaftskampagne zwischen Trump und Clinton wurde von zahlreichen Republikanern die Behauptung vertreten, dass die von Obama durchgeführten Reformen von Studentenkrediten teuer und wenig effizient seien. Auch nach seiner Wahl zum Präsidenten der Vereinigten Staaten verfolgte Trump nach wie vor diese Ansicht und versprach seinen Wählern, zeitnah nach seiner Wahl zum Präsidenten, alternative Reformen für Studentenkredite vorzustellen.
Die von Donald Trump im Haushaltsplan 2018 vorgeschlagenen Reformen beinhalten vor allem eine Kürzung von staatlichen Sozialleistungen, sowohl hinsichtlich Krankenversicherungen als auch für Studentenkredite. Inhaltlich unterscheiden sich die Reformen von Trump zu denen Barack Obamas vor allem in Hinblick auf die Kreditlaufzeit und dem Anteil der Rückzahlungen am individuellen Einkommen. Während die Reformpläne Trumps eine Verlängerung der Kreditvergabe an Masterstudenten bis zu 30 Jahre vorschlägt, soll die Kreditvergabe für Bachelorstudenten auf 15 Jahre reduziert werden. Die von Obama durchgesetzten Reformen sehen dagegen eine Kreditvergabe von Bachelor- und Masterstudenten über einen Zeitraum von 20 Jahren vor.
Darüber hinaus sollen laut Trump subventionierte Stafford-Darlehen für Bachelorstudenten ganzheitlich abgeschafft werden. Hinsichtlich der Rückzahlung von Studentenkrediten beinhalten die Reformvorschläge Trumps eine Erhöhung der Anteile der Rückzahlungen am relativen Einkommen in Höhe von 12,5 % monatlich, anstelle der von Obama festgelegten 10 %.